# Ямпіль (Львівський район)
Я́мпіль (МФА: [ˈjɐmpʲiʎ] ( прослухати); колишня назва — Пруси) — село в Україні, у Мурованській сільській громаді Львівського району Львівської області.
Село міського типу розташоване на лівому березі річки Полтви на схід від м. Львова на теренах площею 1926 тис. кв. м. Відстань до Львова — 8 км (автомобільна траса міжнародного значення Київ-Чоп). Транспортне сполучення зі Львовом — маршрутні таксі № 121, № 114. Населення — близько 2 тис. осіб. В селі є школа, церква, пам'ятник Тарасу Шевченку та меморіал «Небесній Сотні» . Сусідні села — Кам'янопіль, Пикуловичі, Борщовичі, Сороки-Львівські.

## Населення
В селі мешкає 2055 осіб. Мовний склад села:
| Мова       | Число ос. | Відсоток |
| ---------- | --------- | -------- |
| українська | 2054      | 99,95    |
| польська   | 1         | 0,05     |

## Історія
До 1949 року село мало назву Пруси, на основі чого можна зробити висновок, що населений пункт виник у XIII столітті як поселення полонених прусів, з якими вів боротьбу давньоруський князь Роман та його син — король Данило. Ще у середині XIX століття в Прусах було 9 осіб з прізвищем Прайс та їх чотири однофамільці, що мешкали у сусідніх Підбірцях.
Нинішню назву Ямпіль одержав від великої ділянки поля. Перші письмові згадки про Пруси, що дійшли до нас, належать до 1399 року. Це було королівське село.
1433 року відбулося розмежування земель між Прусами та Сороками.
З податкового реєстру 1515 року видно, що село Пруси обробляло тільки 50 гектарів землі. Це було спричинено грабіжницькими татарськими набігами, під час яких забирали в ясир людей та робочу худобу. Великим землевласником в селі був католицький костел. Податковий реєстр 1600 року пише, що плебанат в Прусах тримає Дідушицький. 1604 року село перейшло у власність шляхтича М. Куропата.
У вересні 1621 року Пруси знищили татари. За сім років відбувся черговий напад, під час якого татари знищили поселення так, що протягом двох наступних років селяни не могли сплатити жодного гроша податку.
Люстрація 1661 року свідчить, що Пруси розташовані на 15 півланках і мешкало тут колись 15 кметів, тепер лише 2, із загородників не залишилось жодного. Що з 12 кметів лише 5 були корінними жителями, решта — новоприбулими.
Люстратори встановили для селян норму панщини: від чверті лану відробляли зимою по 2 дні в тиждень, літом — 3 дні, по 12 днів в рік — сільському війту. Від натуральних данин селяни були звільнені.
10 лютого 1695 року біля Прусів стояла майже 60-тисячна татарська орда, яка спалила тут усі будівлі. Відомо, що тут був бровар, оренда якого в 1711 році приносила державцю села Чайковському 400 золотих в рік.
Із люстрації 1765 року довідуємось, що державцем села був В. Янішевський, а орендувала його Єва Потоцька. Тут проживало 53 кмети та 5 халупників. Від чверті селяни були зобов'язані відробляти по два дні панщини в тиждень, здавали до фільварку восени по 6 мотків прядива, курку та 5 яєць. Всі селяни відробляти так звані літні «допоміжні» дні під час жнив та сінокосів і шарварки на ремонті доріг. Протягом року вони відробляли у фільварку 536 днів тяглих та 364 піших. Їх тяглова сила складалася з 60 волів та 100 коней. В селі проживало 10 ткачів, які платили верстове: по 2 золотих у рік. Весь прибуток з Прусів обчислювався на 2924 золотих, з яких понад 44 проценти приносили корчма та бровар.
Крім поміщика, з прибутків жила і католицька церква.
Через 20 років у Прусах було 74 господарства та 3 халупники. Село помітно збідніло. Загальна сума прибутків зменшилась на 118 золотих. 1790 року воно перебувало у власності Станіслава Яблонського. Із земельної метрики 1820 року бачимо, що із 125 господарств за кількістю землі 25 % були пролетарськими, понад 55 % — дрібноселянськими. Заможних селян було всього два. Сільські землі займали площу 1409 моргів (морг — 0,56 га), з яких 395 моргів належали фільварку, 36 моргів — солтиству що складалось з 6 господарств та 83 морги перебували в громадському володінні (пасовиська)
У 1822 році в Прусах заснована тривіальна школа. Вчитель в ній одержував від громади 106 золотих ринських річної платні, 26 мірок зерна, 6 сагів дров та 6 арів городу.
У 1880 році в селі разом з присілком Томашківкою нараховувалось 182 хати та проживали 1175 осіб, з яких 94 мешкали у фільварку поміщика Кшечуновича. Населення було в основному польським. Поміщику належало більше третини всіх орних земель села. Зі статистичних даних 1910 року видно, що зі 148 мешканців у Прусах було лише 22 українці. Працювала 4-класна школа, в якій троє вчителів навчали 249 дітей. Діяло 2 крамниці 2 корчми. З 972 га, сільських земель 271 га, належало поміщику Кшечуновичу. В селі нараховувалось 298 коней, 403 корови.
У 1914 році розпочалася перша світова війна. Наприкінці вересня 1914 року Російська імператорська армія захопила село після важких боїв з австро-угорським військом. В боротьбі з поляками за Львів у 1919 році брав участь четар УГА Стельмах Іван Григорович (1896—1985). Він попав у польський полон, з якого втік у 1920 році. В серпні 1920 року в районі Прусів відбувся бій між польськими військами та частиною Першої кінної армії Семена Будьонного. У 1920—1939 роках Пруси перебували у складі Польщі. У 1939 році після окупації Західної України Червоною Армією та проведення так званих народних зборів Західної України, відбулося приєднання її до Радянського Союзу. З 17 вересня 1939 по 30 червня 1941 року Пруси перебували у складі СРСР.
З 30 червня 1941 по 26 липня 1944 року Пруси перебували під німецькою окупацією. У 1945 році відбувалося масове переселення поляків у Польщу, а на їх місце до Прусів було переселено з Перемишльського та Любачівського повітів Польщі понад 200 сімей українців.
У 1944—1952 роках в боротьбі ОУН та УПА за незалежність України активну участь брали також жителі сіл Пруси/Ямпіль та Кам'янопіль, які зрештою були переслідувані, та репресовані. Мешканці села репресовані владою у 1939—1953 роках: Щепан Ганна Іванівна, Кішко Фрузія Атанасівна, Цолта Василь Іванович, Курило Іван Григорович, Войтович Мирон Миколайович, Ждан Микола Федорович, Хміль Василь Михайлович, Джавала Микола Іванович, Рак Марія Михайлівна, Рак Богдан Васильович, з села Кам'янопіль: Грудень Михайло Дмитрович, Маркевич Марія Петрівна.
У 1947 році Пруси офіційно перейменовано на Ямпіль. У 1949 році в грудні у Ямполі організовано колгосп імені Хрущова, який 1960 році реорганізовано у Ямпільський відділок радгоспу «Жовтневий». У 1959 році в село Ямпіль проведено електрику. У 1973 році Ямпільську восьмирічну школу реорганізовано у середню. У 1980 році школу переведено у новозбудоване приміщення на 620 учнівських місць. У 1975—1977 роках було відкрито лікарську амбулаторію.
26 жовтня 1989 року у Ямполі організовано місцевий осередок Товариства української мови імені Тараса Шевченка, та разом з цим комітет по спорудженню у Ямполі пам'ятника Шевченку. У 21 жовтня 1992 року в основному на пожертви мешканців та вихідців села урочисто відкрито довгоочікуваний пам'ятник поету, робота скульптора С. Т. Мельничука.
У 1986 році у Ямполі відкрито дитячу установу та проведено газифікацію.
У жовтні 1991 року на відзнаку проголошення Незалежності України у селі Ямпіль встановлено великий дубовий Хрест роботи мешканця села Івана Олексійовича Підгурського.
У вересні 1996 року працівниками Ямпільської СШ було збудовано пам'ятник борцям за волю України, а 17 вересня цього ж року відбулася урочиста церемонія посвячення пам'ятника і відправлена панахида за всіх убієнних. В знак пам'яті насильницької депортації українського народу з рідних земель на п'ятдесятиріччя операції «Вісла» у Ямполі споруджено каплицю Пречистої Діви «Покрова» (архітектор Б. М. Василюшко, головний майстер І. Ф. Кульматицький). Фігуру Пречистої Діви Марії виготовляв архітектор С. Т. Мельничук. Урочиста церемонія посвячення каплиці відбулася у червні 1997 року.
Станом на 2007 рік господарська діяльність життя села в основному пов'язана із землею, жителі села вирощують сільськогосподарську продукцію, Ямпільська сільська рада нараховує 1657.0 га., земель. В селі Ямпіль успішно розвивається фермерське господарство ТзОВ «Барком», звідки поступає на український ринок молочна продукція, та приватне фермерське господарство «Мацевко», яким піклується виходець та житель села Ямпіль Мацевко І. М.  Успішно провадить свій розвиток молода пасіка, яка нараховує 56 бджолосімей. За господарством пасіки доглядає молодий успішний пасічник Гавриш П. М.  Багато жителів села зайнято у підприємницькій діяльності завдяки чому активно розвивається інфраструктура села, наприклад працює цех будівельних матеріалів, деревообробний цех, столярний цех, заклади обслуговування громадян (магазини, кафе-бари та інші культурні заклади). У Ямпільській ЗОШ I—III ступенів навчається 273 учні. Директор школи Дума М. І. До Ямпільської сільської ради приписано 2243 осіб та 662 господарства. Існує сім магазинів, з них два магазини з кафе-баром.
20 лютого 2015 року, було освячено меморіал «Небесній Сотні», ініціаторами спорудження меморіалу виступила громадська організація «Ініціативний Простір», які запровадили у с. Ямпіль вшанування пам'яті «Героїв Небесної Сотні» та подій, які відбувались під час Революції гідності у 2014 році.

## Відомі люди
В поселенні народився:
- Мартиняк Ростислав Михайлович (нар. 1958) — український вчений у галузі контактної механіки.